# 5. januar
5. januar er dag 5 i året, i den gregorianske kalender. Der er 360 dage tilbage af året (361 i skudår).
- Simeons dag, efter bodsprædikanten Simeon fra Cilicia i Syrien, der tilbragte de sidste 26 år af sit liv på toppen af en søjle uden for Antiochia, hvorfra han besvarede pilgrimmenes spørgsmål.
- Helligtrekongersaften

### Begivenheder
Født - Dødsfald
- 1658 - Under Københavns belejring opretter Kong Frederik 3. Den Kongelige Livgarde.
- 1813 - Danmarks pengevæsen bryder sammen og Frederik 6. udsteder en forordning, der bl.a. devaluerer danske penges værdi og etablerer "Rigsbanken" (senere kaldet Nationalbanken); begivenheden kaldes for eftertiden Statsbankerotten.
- 1895 - I Dreyfus-affæren bliver den franske officer Alfred Dreyfus dømt for spionage og deporteret til Djævleøen.
- 1905 - Danmarks første venstreregering bliver sprængt på grund af militærpolitisk uenighed.
- 1910 - Flyveren Robert Svendsen sætter dansk rekord ved at flyve i en højde af 84 meter over Kløvermarken i København.
- 1914 - Ford annoncerer en 8 timers arbejdsdag og en minimumsløn på $5 for en dags arbejde.
- 1925 - Nellie Tayloe Ross bliver den første kvindelige guvernør i USA.  Hun bliver valgt i staten Wyoming.
- 1933 - Arbejdet på Golden Gate-broen ved San Francisco begynder.
- 1964 - Pave Paul 6. møder den græske patriark Athenagoras I i Jerusalem: det første møde mellem de katolske og ortodokse kirkeledere siden 1439.
- 1968 - Alexander Dubček bliver generalsekretær for det tjekkoslovakiske kommunistparti.
- 1972 - USA's præsident Richard Nixon igangsætter udviklingen af rumfærge-programmet.
- 1976 - Cambodja bliver omdøbt til Demokratiske Kampuchea af De Røde Khmerer.
- 1980 - Partiet Fælles Kurs bliver stiftet af sømandsbossen Preben Møller Hansen.
- 1982 - Den 17-årige gymnasieelev Curt Hansen fra Tinglev i Sønderjylland bliver junioreuropamester i skak.
- 1986 - I en prædiken i Hanstholm kalder pastor Inge-Lise Wagner politiet for ”uniformerede mordere”.
- 2003 - Det engelske selskab Arriva overtager togdriften fra DSB på strækninger i Midt- og Vestjylland.
- 2004 - Gensplejsede akvariefisk kommer i handelen i amerikanske dyreforretninger.
- 2005 - Danmarkshistoriens hidtil største gevinst på 32.401.734 kroner tilfalder en enkelt spiller i Onsdags Lotto. Den hidtidige rekord fra 2001 var på 22,1 mio. kroner.
- 2006 - Kronprinsesse Mary indfører en ny tradition i Kongehuset, da hun første gang holder nytårskur for repræsentanter for sine 19 protektioner.
- 2009 - Naser Khader meddeler at han forlader posten som partileder for Liberal Alliance, som han selv var med til at stifte i 2007. Ny partileder er Anders Samuelsen.

### Født
- 1820 - Stefan Ankjær, dansk militær topograf (død 1892).
- 1876 - Konrad Adenauer, tysk politiker og kansler (død 1967).
- 1896 - Eyvind Johan-Svendsen, dansk skuespiller (død 1946).
- 1920 - Arturo Benedetti Michelangeli, italiensk pianist (død 1995).
- 1921 - Friedrich Dürrenmatt, schweizisk forfatter (død 1990).
- 1921   - Jean af Luxembourg, (død 2019).
- 1923 - Sam Phillips, amerikansk musikproducer (død 2003).
- 1931 - Robert Duvall, amerikansk skuespiller.
- 1931   - Alvin Ailey, amerikansk koreograf (død 1989).
- 1931   - Joan Coxsedge, australsk politiker.
- 1932 - Umberto Eco, italiensk semiotiker og forfatter (død 2016).
- 1933 - Leo Capato, mundharmonikaspiller (død 1998).
- 1937 - Mette Winge, dansk forfatter (død 2022).
- 1937   - Helmuth Nyborg, dansk professor og dr.phil.
- 1938 - Juan Carlos 1., konge af Spanien.
- 1940 - Yuri Ershov, russisk matematiker.
- 1941 - Hayao Miyazaki, japansk tegneserieskaber og animator.
- 1942 - Maurizio Pollini, italiensk pianist (død 2024).
- 1943 - Henning Jensen, dansk skuespiller.
- 1946 - Diane Keaton, amerikansk skuespillerinde.
- 1948 - Ted Lange, amerikansk skuespiller.
- 1952 - Uli Hoeness, tysk fodboldspiller og -manager.
- 1953 - Pamela Sue Martin, amerikansk skuespillerinde.
- 1961 - Anna Lindmarker, svensk journalist og nyhedsoplæser.
- 1971 - Christina Bostofte, dansk badmintonspiller.
- 1960 - Elsebeth Gerner Nielsen, dansk folketingsmedlem og tidligere minister.
- 1972 - Rasmus Botoft, dansk skuespiller.
- 1975 - Nikolaj Kirk, dansk kok og kogebogsforfatter.
- 1975   - Bradley Cooper, amerikansk skuespiller.
- 1976 - Storm Kleist Nielsen, dansk jazzmusiker.
- 1986 - Deepika Padukone, indisk skuespillerinde.

### Dødsfald
- 1589 - Katarina af Medici, fransk dronning (født 1519).
- 1762 - Elisabeth, russisk kejserinde (født 1709).
- 1906 - Edvard Søderberg, dansk forfatter og digter (født 1869).
- 1933 - Calvin Coolidge, USA's 30. præsident (født 1872).
- 1941 - Amy Johnson, engelsk flypioner (født 1903).
- 1970 - Roberto Gerhardt, spansk-engelsk komponist (født 1896).
- 1978 - Nathalie Krebs, dansk kunsthåndværker (født 1895).
- 1979 - Charlie Mingus, amerikansk jazzmusiker (født 1922).
- 1993 - Gunnar "Nu" Hansen, dansk sportsjournalist (født 1905).
- 1998 - Sonny Bono, amerikansk entertainer og politiker (født 1935) - skiulykke.
- 2001 - Per Høyer Hansen, dansk sportsjournalist (født 1941).
- 2002 - Astrid Henning-Jensen, dansk filminstruktør (født 1914).
- 2006 - Henry Grünbaum, dansk politiker, økonomi- og finansminister (født 1911).
- 2009 - Griffin B. Bell, amerikansk politiker (født 1918).
- 2009     - Adolf Merckle, tysk forretningsmand (født 1934).
- 2012 - Frederica Sagor Maas, amerikansk forfatter (født 1900).
- 2013 - Trygve Goa, norsk kunstner (født 1925).
- 2014 - Eusébio, portugisisk fodboldspiller (født 1942).
- 2014     - Mogens E. Pedersen, tidligere chefredaktør på Se og Hør (født 1928).
- 2016 - Pierre Boulez, fransk komponist (født 1925).
- 2018 - Christoffer Barnekow, svensk journalist og tv-vært (født 1940).
- 2018     - John Young, amerikansk astronaut (født 1930).
- 2020 - Guri Ingebrigtsen, norsk læge og politiker (født 1952).
- 2020     - Hans Tilkowski, tysk fodboldspiller og -træner (født 1935).
- 2021 - Colin Bell, engelsk fodboldspiller (født 1946).

|  | Denne datoartikel kan blive bedre, hvis der indsættes et (bedre) billede Du kan hjælpe ved at afsøge Wikimedia Commons for et passende billede eller uploade et godt billede til Wikimedia Commons iht. de tilladte licenser og indsætte det i artiklen. |